# Британская монархия
Брита́нский мона́рх, или Сувере́н (англ. Sovereign) — глава государства в Соединённом королевстве и Британских заморских территориях. Британская парламентская монархия ведёт свою историю от восстания баронов при Иоанне Безземельном, в результате которого король был вынужден принять Великую хартию вольностей. Власть монарха с тех пор ограничивалась феодалами, а позднее — Палатой общин.
Полномочия монарха, известные как королевские прерогативы, затрагивают ряд серьёзных аспектов государственного управления, хотя большинство прерогатив на практике реализуется членами кабинета министров. Некоторые прерогативы выполняются монархом номинально, по совету премьер-министра и Кабинета министров, согласно конституционному обычаю. Одними из примеров таких полномочий является подписание законов и выдача заграничных паспортов. Одним из современных ограничений данных полномочий является тот принцип, что Корона не может вводить новые или расширять уже существующие прерогативы.
В соответствии с неписаной конституцией Великобритании, государственная власть, в конечном счёте, осуществляется как Парламентом (от имени Короля-в-парламенте (или Королевы-в-парламенте)), в котором Суверен не принадлежит ни к одной из политических партий, так и Кабинетом во главе с премьер-министром (от имени Короля-в-совете, так как Кабинет является комитетом Тайного совета).
Британский монарх — Верховный правитель Церкви Англии. Британские монархи называют себя «защитниками веры» (defender of the faith). В Шотландии, — в соответствии с пресвитерианской доктриной двух царств, разработанной Эндрю Мелвиллом, — монарх является лишь очередным законным представителем общества (в данном случае — Короны (в праве Шотландии)), равнозначным всем другим пресвитерам.
В настоящее время монарх — Карл III, ставший королём после смерти матери 8 сентября 2022 года. Его наследником является старший сын, Уильям, принц Уэльский. С момента присвоения титула принца Уэльского он осуществляет церемониальные функции. Кроме этого, есть ещё несколько членов августейшего семейства: дети, внуки и кузины.
Британский монарх является также главой Содружества наций, оставляя за собой право быть монархом каждого из Королевств Содружества по отдельности, при этом каждое из этих королевств (включая Соединённое королевство) суверенно и независимо от прочих.

## История

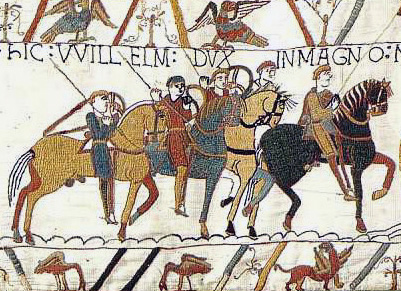
Ковёр из Байё, предположительно 1077 г., изображает норманнское завоевание.

Монархи были на Британских островах ещё до римлян, покоривших «царей кельтов», и сделавших Британию частью их империи. В V веке римляне ушли. В Британии высадились англы, саксы, юты и образовали королевства, семь сильнейших упрощённо назывались гептархиями. Каждое королевство имело отдельного монарха.
После набегов викингов королевство Уэссекс стало доминировать. Альфред Великий (занял трон в 871) объединил под своей властью ряд соседних с Уэссексом англосаксонских королевств, и стал называться «король англосаксов». После его смерти Англия вновь начала трещать по швам. В 1066 г. норманн Вильгельм I Завоеватель завоевал Англию.
Внук Вильгельма I, Стефан Блуаский попытался захватить трон, но его право оспорила внучка Вильгельма I от другого сына, Матильда. В результате, Стефан согласился сделать своим наследником её сына Генриха, который в 1154 году и стал первым монархом династии Плантагенетов. Генрих расширил королевство завоеванием Ирландии, и передал её своему сыну Иоанну, который правил ею как «лорд Ирландии».
| См. подробнее царствование Плантагенетов (1154—1485) о подробностях правления: |
| --- |
| - Генрих II Плантагенет - Ричард I Львиное сердце - Иоанн Безземельный (1199—1216) - Генрих III (1216—1272) - Эдуард I (1272—1307) - Эдуард II (1307—1327) - Эдуард III (1327—1377) - Ричард II (1377—1399) - Генрих IV (1399—1413) - Генрих V (1413—1422) - Генрих VI (1422—1461 и 1470—1471) - Эдуард IV (1461—1470 и 1471—1483) - Эдуард V (1483) - Ричард III (1483—1485) - Генрих VII (1485—1509) |

В правление Генриха VIII произошёл спор с папой римским, разрыв с Римско-католической церковью, и была создана англиканская церковь. Также был окончательно присоединён Уэльс.
См.также Список королей Англии.

### Шотландская монархия
В Шотландии, как и в Англии, монархи появились после ухода римлян. Аборигенами в то время были пикты и бритты, а после римлян пришли скотты из Ирландии.
Ранние шотландские монархи не наследовали корону, а выбирались по обычаю, называемому танство. Со временем танство выродилось в систему выбора монархов из двух ветвей дома Альпин, и потом прекратилось после восшествия Малкольма II на трон в 1005.
См.подробнее Список королей Шотландии о дальнейшем порядке наследования шотландского трона.
В 1286 году король Александр III умер, наследницей стала его норвежская внучка Маргарита (королева Шотландии), но по пути в Шотландию умерла и за шотландскую корону произошёл спор 30 претендентов. Некоторые шотландские претенденты попросили английского короля Эдварда I рассудить; он выбрал Иоанна Балиоля и стал его рассматривать как вассала. В 1295, когда Баллиоли не принесли присягу, Эдвард I завоевал Шотландию, но Уильям Уоллес начал сражаться за независимость, и после его гибели трон отвоевал Роберт I (король Шотландии).
В конце войн за независимость, в 1371 королём Шотландии стал Роберт II (король Шотландии) из рода Стюартов. Из этого рода вышел Яков VI.

### После объединения Корон

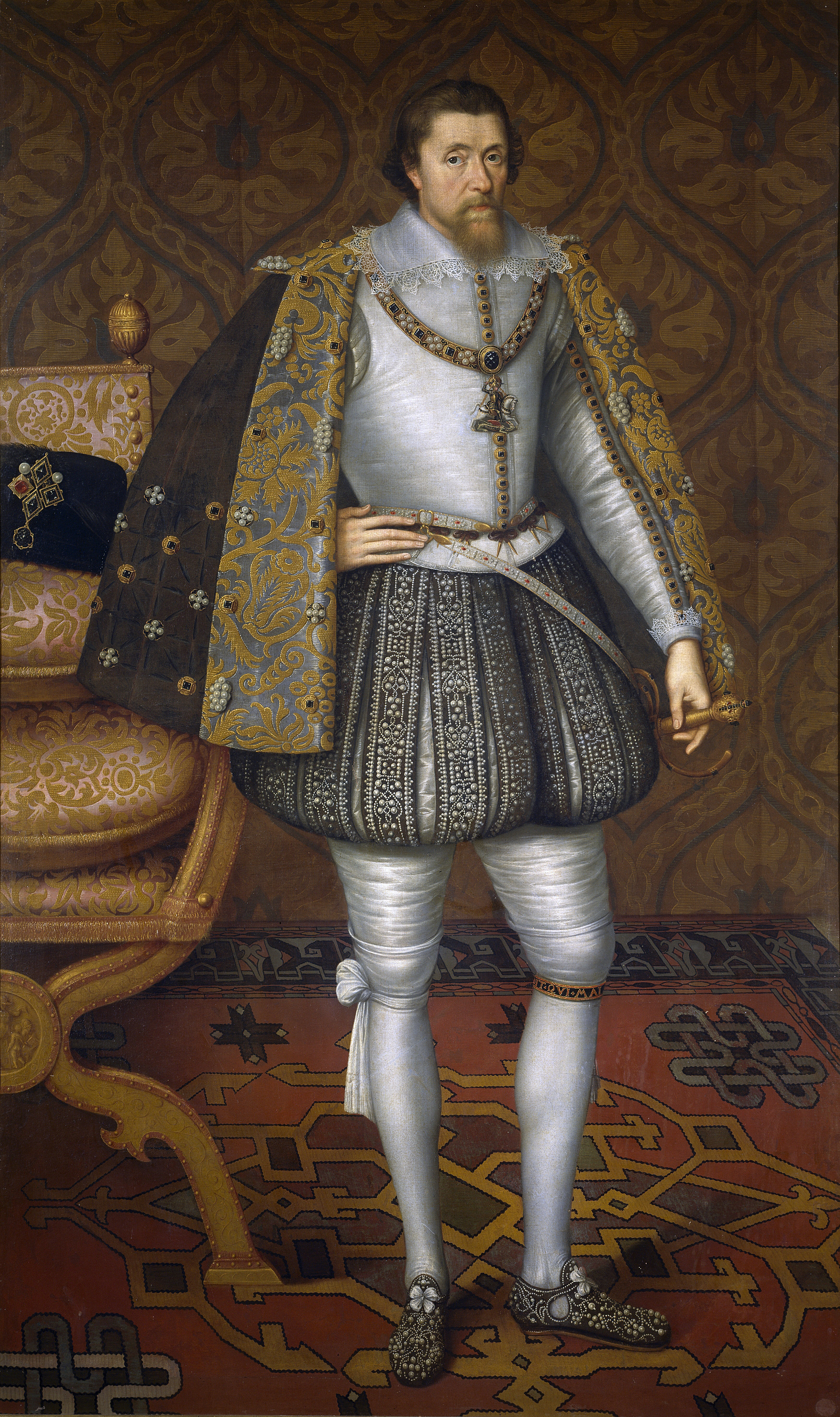
Яков I (в Англии) и Яков VI (в Шотландии) был первым монархом, правившим Англией, Шотландией и Ирландией в совокупности.

Смерть Елизаветы I в 1603 завершила правление дома Тюдоров; английский престол был унаследован Яковом VI из династии Стюартов, принявшим в Англии имя Якова I. Хотя Англия и Шотландия были в личном союзе, они оставались независимыми королевствами. Сын Якова I Карл I часто конфликтовал с парламентом по вопросам управления; он провоцировал парламент вводом не одобренных им налогов, а позднее и вовсе правил без парламента 11 лет (с 1629 по 1640). Также царствование Карла I было характерно проведением религиозной политики, чуждой протестантам, в частности, пресвитерианам в Шотландии и пуританам в Англии. Попытка утвердить власть англиканской церкви в Шотландии вызвала восстание против короля в 1639—1640 годах, послужившее толчком к более масштабному конфликту — в начале 1640-х годов противостояние короля и созванного им Долгого парламента переросло в гражданскую войну.
По итогам последней Карл I был низложен и казнён в 1649 году, а Англия была провозглашена республикой; попытка роялистов во главе с Карлом II — сыном Карла I — вернуть английский престол окончилась неудачей в битве при Вустере (1651) и последующей оккупацией Шотландии англичанами. В 1653 году Оливер Кромвель — военный предводитель оппозиции Карлу I и наиболее значительная политическая фигура в стране — распустил Долгий парламент и фактически установил режим военной диктатуры, провозгласив себя лордом-протектором (от королевского титула он отказался). Кромвель правил страной до своей смерти в 1658 году; его сын и наследник Ричард Кромвель не был заинтересован в правлении и вскоре сложил полномочия. В условиях отсутствия чёткого лидерства и опасности новой смуты Карл II был призван на английский и шотландский престолы в 1660 году. Установление протектората признано незаконным.
«Славная революция» 1688 года привела к тому, что Вильгельм III Оранский и его жена Мария II Стюарт, получившие власть из рук парламента, были вынуждены больше считаться с ним. Принятый в 1689 году «Билль о правах» предусматривал, что без санкции парламента король не мог издавать законы, взимать налоги, распоряжаться армией.
В 1705 году шотландский парламент оказался сильно недоволен не согласованными с ним действиями английского парламента в поддержку притязаний королевы Анны и пригрозил разорвать личную унию, издав Акт о безопасности (Act of security 1704). В ответ на это Парламент Англии издал так называемый Акт об иностранцах 1705 года (Alien Act 1705), угрожая разрушить экономику Шотландии подрывом свободной торговли между двумя королевствами и их колониями. В результате, в 1706 году представители шотландского правительства в ходе переговоров были вынуждены подписать международный договор об Унии с Англией, ратифицированный шотландским парламентом в Акте об Унии (1707), по которому королевства Шотландии и Англии объединялись в союзное государство под названием королевство Великобритания.
После смерти последней из правивших Стюартов — королевы Анны, королём стал Георг I из ганноверского дома (ветви древнего германского рода Вельфов). Ганноверская ветвь оказалась на британском престоле благодаря Акту о престолонаследии 1701 года, отрезавшему путь к британской короне всем многочисленным католикам, находящимся в родстве со Стюартами. Акт о престолонаследии предусматривал, что без разрешения парламента король не мог начинать войну, ему запрещалось покидать Англию.
Новый король даже не говорил по-английски и не принимал активного участия в управлении королевством, предпочитая вникать в дела более близких ему по духу германских государств, передав при этом власть в руки министров. Из числа последних, ведущим стал Роберт Уолпол, который рассматривается как первый неофициальный премьер-министр Великобритании. Георгианская эпоха (первых четырёх королей звали Георгами), — период усиления парламентаризма в Великобритании, ослабления королевской власти, становления британской демократии. При них произошла промышленная революция и начал бурно развиваться капитализм. Это и период Просвещения и революций в Европе, войны за независимости американских колоний, завоевания Индии и Французской революции.
Георг III заключил Акт об объединении 1800 и официально отказался от прав на французский престол.

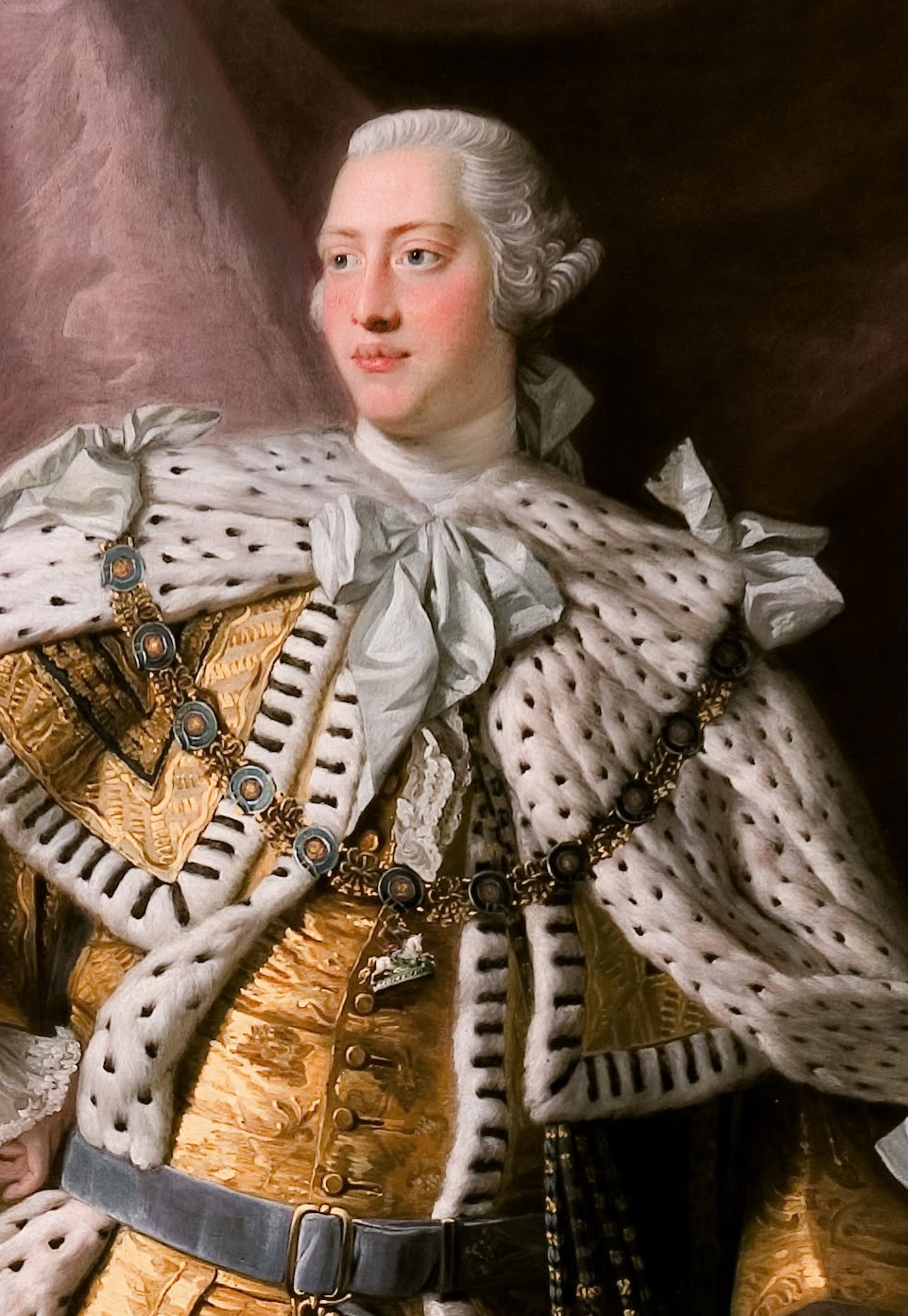
В отличие от двух своих предшественников из Ганноверского дома, Георг III должен был несколько раз отстаивать политический авторитет короны в борьбе с парламентом.

После некоторых политических интриг, после 1834 г. ни один монарх не мог назначать или отправлять в отставку премьер-министра против воли палаты общин. Во время правления Вильгельма IV была принята избирательная реформа 1832 года, изменившая способ избрания членов Палаты общин.
Этим закончился начавшийся со «Славной революции» переходный период, который принято называть дуалистической монархией, когда монархия оставалась достаточно влиятельной, а парламент не имел ещё тех возможностей влиять на правительство, которые у него появились позже. После реформы 1832 года влияние монарха на парламент практически исчезло.

### Реформа Британской Империи
В результате аннексии Пруссией Ганновера в 1866 году, Преемница короля Вильгельма, Виктория, не могла больше править Ганновером, и личная уния Великобритании и Ганновера была расторгнута. Викторианская эпоха принесла Великобритании большие изменения, культурные, технологические, и положение мировой державы. Чтобы подчеркнуть владение Индией, Виктория получила в 1876 титул индийской Императрицы.
Сын Виктории Эдуард VII стал первым монархом дома Саксен-Кобург-Гота в 1901. Однако в 1917 году, следующий монарх, Георг V, заменил фамилию «Саксен-Кобург-Гота» на «Виндзор», в связи с антигерманскими настроениями в Первой мировой войне. В его же правление прекратила существование Британо-Ирландская уния, в результате чего от Великобритании отделилась большая часть острова Ирландия. Вскоре после этого, Парламент принял Вестминстерский статут 1931, давший самоуправление большинству частей бывшей Британской империи.
После смерти Георга V на трон взошёл Эдуард VIII. Он был причиной скандала, объявив о своём желании жениться на разведённой американке, Уоллис Симпсон, хотя англиканская церковь препятствовала женитьбе на разведённых. Потом Эдвард объявил о своём намерении отказаться от титула; Парламенты Великобритании и прочих королевств Содружества разрешили, исключив его из линии наследования и передав Корону его брату, Георгу VI. Он был последним британским монархом, носившим титул «Император Индии», потому что в 1947 Индия стала независимой.
После смерти Георга VI в феврале 1952 года на престол взошла его дочь Елизавета II. За время её правления количество территорий, где она официально являлась главой государства, сократилось с 32 до 14. В тот же период начался процесс деволюции, в результате которого было подписано Белфастсткое соглашение 1998 года, урегулировавшее положение Северной Ирландии в международном праве, а в 1999 году был восстановлен Парламент Шотландии. В 2019 году, в результате соглашения с Евросоюзом было также урегулировано особое положение Северной Ирландии в едином экономическом пространстве ЕС.
8 сентября 2022 года Елизавета II скончалась, королём стал её сын Карл III, который ранее (от её имени) принял преобразование конституционной монархии Барбадоса в республику.

## Наследование
Наследование престола осуществляется в соответствии с Актом о престолонаследии 1701 года с изменениями от 2011 года. Порядок престолонаследия определяется по принципу абсолютной, или равной, примогенитуры (известной также как шведская система престолонаследия), то есть престол передаётся по нисходящей линии независимо от пола. Кроме того, наследник к моменту вступления на престол должен быть протестантом и состоять в евхаристическом общении с англиканской церковью, но может вступать в брак с католиком.
До изменений в Акте престолонаследия, принятых на саммите стран Содружества 28 октября 2011 года, наследование проходило по принципу когнатической примогенитуры, и женщины наследовали трон только при отсутствии прямых мужских потомков монарха. Кроме того, наследник не имел права вступать в брак с католиком.

В настоящее время наследником престола Соединённого королевства является Уильям, принц Уэльский, наследником второй очереди — его старший сын принц Джордж Уэльский

## Регентство
Согласно Актам о регентстве 1937 и 1953 годов, обязанности не достигшего 18 лет монарха, физически неспособного или душевно недееспособного, должны исполняться регентом. Недееспособность должны подтвердить минимум три лица из числа следующих: супруг Суверена, лорд-канцлер, спикер Палаты общин, лорд главный судья, и хранитель судебных архивов — председатель Апелляционного суда. Для установления регентства необходима декларация также трёх из этих же лиц.
Регентом может стать ближайшее к монарху в линии наследования лицо старше 21 года (или 18 лет в случае прямого наследника), имеющее британское подданство и являющееся жителем Великобритании. По этим правилам единственным регентом был будущий Георг IV, который правил, когда его отец Георг III был признан недееспособным (1811—1820). При установлении регентства не требуется проведение парламентского голосования или какой-либо другой процедуры.
В дополнение к положениям Акта 1937 года, Акт о регентстве 1953 года говорит, что если прямой наследник королевы Елизаветы сам нуждается в регентстве, регентом при нём станет супруг королевы принц Филипп, герцог Эдинбургский. Если в регентстве будет нуждаться сама королева, регентом будет следующий в линии наследования либо принц Филипп.
Во время временной физической неспособности или отсутствия в королевстве Суверен может делегировать свои функции Советнику Государства, супругу либо первым из четырёх в линии наследования лицам. Требования к государственному советнику те же, что для регента. В настоящее время государственных советников четверо:
- Уильям, принц Уэльский;
- принцесса Анна;
- принц Эндрю, герцог Йоркский;
- принц Эдвард, герцог Эдинбургский.

## Политическая роль
Теоретически полномочия монарха очень обширны, но на практике они ограничены прецедентами и традициями, а также положением Короны как неотъемлемого элемента Парламента Великобритании. Суверен, являясь составной частью институтов верховной законодательной, исполнительной и судебной власти, действует в рамках конвенций и прецедентов, почти всегда пользуясь королевскими прерогативами по совету премьер-министра и других министров, которые подответственны палате общин, избираемой народом.
Суверен ответственен за назначение в случае необходимости нового премьер-министра; формальное назначение происходит на церемонии, называемой поцелуй рук (Kissing Hands). Согласно конституционному обычаю, Суверен назначает лиц, которые смогут получить поддержку в Палате общин: обычно это глава партии большинства в этой Палате. Если партии большинства нет (маловероятный случай из-за британской системы относительного большинства), две или более групп могут сформировать коалицию и её глава станет премьером.
В условиях «подвешенного парламента» (hung parliament), когда ни одна партия или коалиция не имеет большинства, монарх имеет бо́льшую свободу в выборе кандидата на должность премьер-министра, который, по его мнению, может пользоваться поддержкой большинства в парламенте. С 1945 до 2010 годы такая ситуация возникала лишь однажды — в 1974 году, когда Гарольд Вильсон стал премьер-министром после общих выборов 1974 года, на которых его Лейбористская партия не получила большинства (вместо досрочных выборов по инициативе правительства меньшинства монарх имеет право задержать роспуск парламента и позволить партиям оппозиции сформировать коалиционное правительство).
Суверен назначает и отправляет в отставку Кабинет министров по совету премьер-министра. На практике это означает, что сейчас состав Кабинета министров определяет премьер-министр, хотя монарх может и не согласится с кандидатурами и назначить своих кандидатов. В большей мере это зависит от желания самого монарха.
Теоретически монарх может отправить премьера в отставку, но конвенции и прецедент это запрещают. Последний уволивший премьер-министра монарх — Вильгельм IV, в 1834 году. На практике срок полномочий премьер-министра завершается только после его смерти или отставки (при некоторых обстоятельствах премьер-министр должен подать в отставку; см. Премьер-министр Великобритании). Но также нужно подчеркнуть, что без согласия монарха премьер-министр не может отправиться в отставку. Прецедент, когда монарх не принял отставку, также был.
Монарх еженедельно встречается с премьер-министром; регулярные встречи проводятся также и с другими членами Кабинета; стандартный порядок рассылки документов Кабинета, в том числе содержащих секретные предложения по новому законодательству, включает короля, принца Уэльского и членов Кабинета. Монарх может выразить своё видение. Конституционный мыслитель XIX века Уолтер Бейджхот подытоживает эту концепцию так: «Суверен при конституционной монархии имеет три права: консультироваться, поощрять и предостерегать».
Монарх имеет сходные отношения с автономными правительствами Шотландии и Уэльса. Суверен назначает Первого министра Шотландии, но по выдвижению Шотландского парламента. Первый министр Уэльса, с другой стороны, напрямую избирается Национальной ассамблеей Уэльса. В делах Шотландии Суверен действует по совету Шотландского правительства. В делах Уэльса Суверен действует по совету премьера Великобритании и Кабинета, ибо автономия Уэльса ограничена. Северная Ирландия в настоящий момент не имеет автономного правительства; его ассамблея и исполнительный орган распущены.
Суверен также играет роль главы государства. Клятва верности приносится монарху, а не Парламенту или нации. Также Суверен является Верховным главнокомандующим вооружёнными силами и без согласия монарха армия не может применяться за пределами государства (не формальность). Более того, гимн Великобритании звучит: «Боже, храни Короля» (или соответственно Королеву). Лицо монарха изображается на почтовых марках, монетах и банкнотах, которые выпускает Банк Англии (банкноты других банков, Банка Шотландии и Банка Ольстера, без изображения Суверена).
Также формально от лица монарха совершается правосудие, предоставляются паспорта, водительские удостоверения и другие государственные документы.

## Королевские прерогативы
Полномочия, принадлежащие Короне, называются Королевские прерогативы.
Они включают в себя права (как, например, право заключать международные договоры или посылать послов) и обязанности (например, оборонять королевство и поддерживать неприкосновенность Короны). Конституционность британской монархии выражается в том, что большинство королевских прерогатив осуществляется только по совету министров. Парламентское одобрение не требуется; более того, Согласие Короны должно быть получено в каждой из Палат Парламента перед обсуждением каждого билля, затрагивающего прерогативы или интересы Короны. Прерогативы имеют ограничения. Например, монарх не может ввести новые налоги; для этого требуется принятие акта Парламента.
Также прерогативой монарха является созыв, продление и роспуск Парламента. Момент роспуска зависит от множества факторов; обычно премьер-министр выбирает момент наилучших политических условий для его партии. Условия, при которых Суверен может отказаться от роспуска, неясны (принципы Ласкаля). По прошествии пятилетнего срока, однако, парламент автоматически распускается согласно Акту о парламенте 1911.
Все парламентские акты принимаются от имени монарха (формула приёма — часть акта). Перед тем, как билль становится законом, требуется королевское согласие (Суверен может дать согласие, отказать в нём или воздержаться).
На практике же с 1708 года монарх ни разу не отказал в санкционировании закона, роспуск Палаты общин всегда производится по «совету» премьер-министра.
Во внутренних делах полномочия монарха широки: назначение министров, тайных советников, членов исполнительных органов и других должностных лиц. За него это делают премьер-министр, первый министр (в Шотландии) а также некоторые другие министерства и ведомства Великобритании. Вдобавок, монарх — глава вооружённых сил (британская армия, королевский флот, королевские ВВС). Прерогатива Суверена — объявлять войну, заключать мир, направлять военные действия.
Касаются прерогативы и иностранных дел: обсуждать условия и ратифицировать договоры, союзы, международные соглашения; для осуществления этих прерогатив парламентские одобрения не нужны. Однако договор не может менять внутренние законы королевства — в этом случае парламентский акт нужен. Суверен также аккредитует британских высоких комиссаров и послов и принимает иностранных дипломатов. Британские паспорта выдаются от имени монарха.
Также Суверен почитается источником справедливости и назначает судей по всем видам дел. Лично монарх не правит правосудие; судебные функции и наказания совершаются в его имя. Общий закон гласит, что Суверен «не может ошибаться»; монарх не может быть судим в собственном суде за уголовные преступления. Crown Proceedings Act 1947 позволяет гражданские иски против Короны в публичных делах (то есть против правительства); но не против личности монарха. Суверен имеет «прерогативу милосердия» и может простить преступления против Короны (до, после и во время суда).
Аналогично, монарх также источник чести, источник всех почестей и достоинства. Создаёт пэров, назначает кавалеров в ордена, даёт звание рыцарей и прочие почести (большинство по совету премьер-министра; лично в ордена Подвязки, Чертополоха, Викторианский и Добродетелей).
Наконец, монарх — Верховный иерарх Англиканской церкви и может назначать епископов и архиепископов (премьер-министр выбирает вместо него из списка подготовленных Коронной комиссией по назначениям).

## Роль в Империи и Содружестве наций

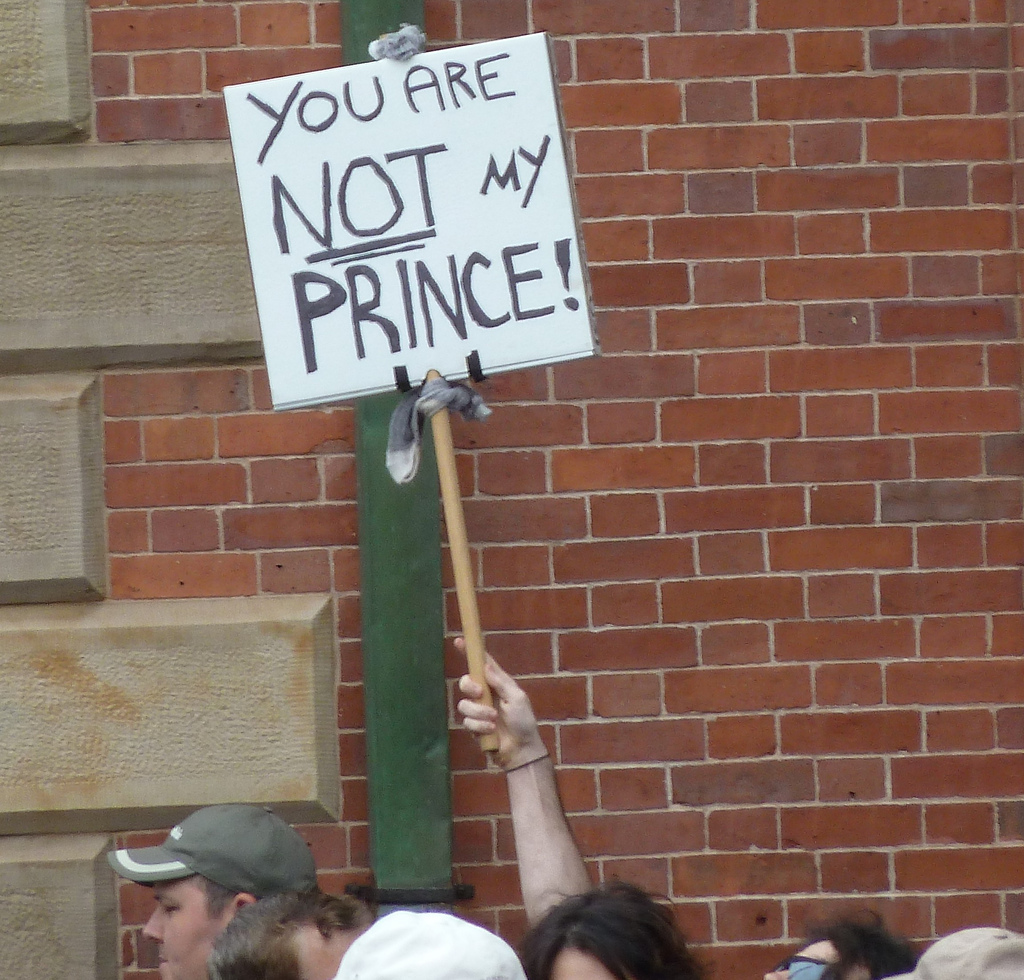
«Ты не мой принц» — местный житель выражает протест против визита принца Уильяма с женой в Канаду в 2011 году.

Исторически британская Корона правила всеми колониями и доминионами как единой территорией; после Декларации Бальфура 1926 года, закрепившей принцип того, что «доминионы являются автономными сообществами, равными в правах и не подчиняющиеся друг другу», были также приняты Вестминстерский статут 1931 и Акт о королевском и парламентском титулах от 1927 года, по которому монарх стал не «Королём в доминионах», а «Королём доминионов», то есть каждого независимого королевства в отдельности. Хотя в юридическом плане отождествлять Корону собственно Соединённого королевства и Короны отдельных королевств неверно, для удобства делопроизводства их обозначают единым понятием «Британская корона».
С ростом автономии доминионов в течение XX века, роль метрополии в международном плане постоянно уменьшалась. Корона оставалась единственной официальной связью между Британией и самоуправляющимися доминионами и территориями. Но эта связь подкреплялась общими традициями в политике, культуре, быту и в английском языке. В 1952 году на конференции премьер-министров Содружества Елизавета II была провозглашена главой ассоциации не по праву наследования, а на основе общего согласия государств-членов.

## Финансы
Парламент оплачивает большинство официальных расходов Суверена из бюджета. Цивильный лист — это сумма, покрывающая большинство трат, включая подбор кадров, государственные визиты, общественные мероприятия, и официальные развлечения. Размер цивильного листа закрепляется парламентом каждые 10 лет; непотраченные деньги переносятся на следующий период. Цивильный лист в 2003 был примерно £9,9 миллиона ф.ст. Вдобавок каждый год Суверен из бюджета получает грант помощи на обслуживание имущества (англ. Property Services Grant-in-Aid, 15,3 миллиона ф.ст. в 2003—2004 гг.) для оплаты содержания королевских резиденций, а также грант помощи на королевские путешествия (англ. Royal Travel Grant-in-Aid; 5,9 миллиона ф.ст).
Раньше монарх покрывал должностные расходы из доходов от собственности Короны. В 1760 году король Георг III согласился заменить доходы от собственности Короны на цивильный лист; это соглашение действительно и сейчас. В настоящее время доходы от собственности Короны значительно превышают цивильный лист и гранты: в 2003—2004 она принесла более 170 млн ф.ст. в казну, а парламентское финансирование составило около 40 млн ф.ст. Монарх владеет собственностью Короны, но не может продать её; она должна быть передана следующему монарху.
Также Суверену принадлежит герцогство Ланкастерское, частное наследное владение, в отличие от собственности Короны. Его тоже нельзя продать. Доходы от него не должны идти в Казну; они формируют часть Личного кошелька (Privy Purse) и тратятся на то, что не включено в цивильный лист. Герцогство Корнуолл — такое же владение для оплаты расходов старшего сына монарха, наследника престола.
Суверен платит непрямые налоги наподобие налога на добавленную стоимость (НДС), но не обязан платить подоходный налог и налог на капиталовложения. С 1993 года королева добровольно платила налоги на личный доход (цивильный лист и гранты не включаются в налогооблагаемую сумму).

## Резиденции

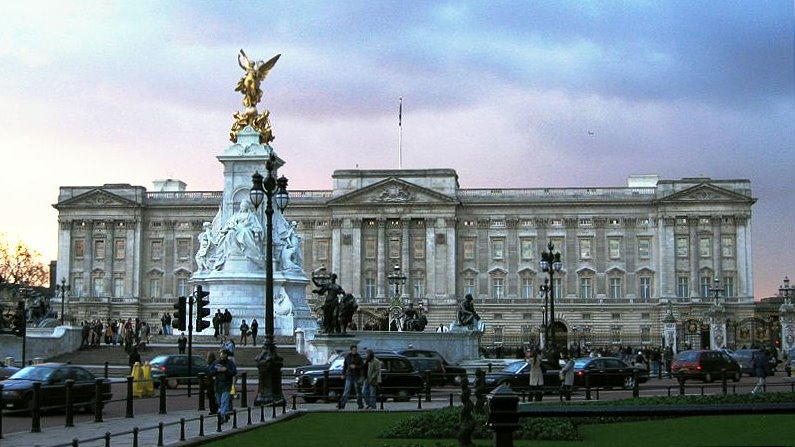
Букингемский дворец — главная резиденция монарха.

- Главная официальная резиденция монарха — Букингемский дворец в Вестминстере, место большинства государственных банкетов, инвеститур, королевских крещений и прочих церемоний; там же останавливаются иностранные главы государств с визитом.
- Другая крупная резиденция — Виндзорский замок, крупнейший жилой замок в мире, расположен в г.Виндзор, используется для отдыха по выходным дням.
- Также монарх останавливается в королевских апартаментах на Королевском ипподроме Аскот, ежегодных скачках, занимающих крупную часть «сезонного календаря».

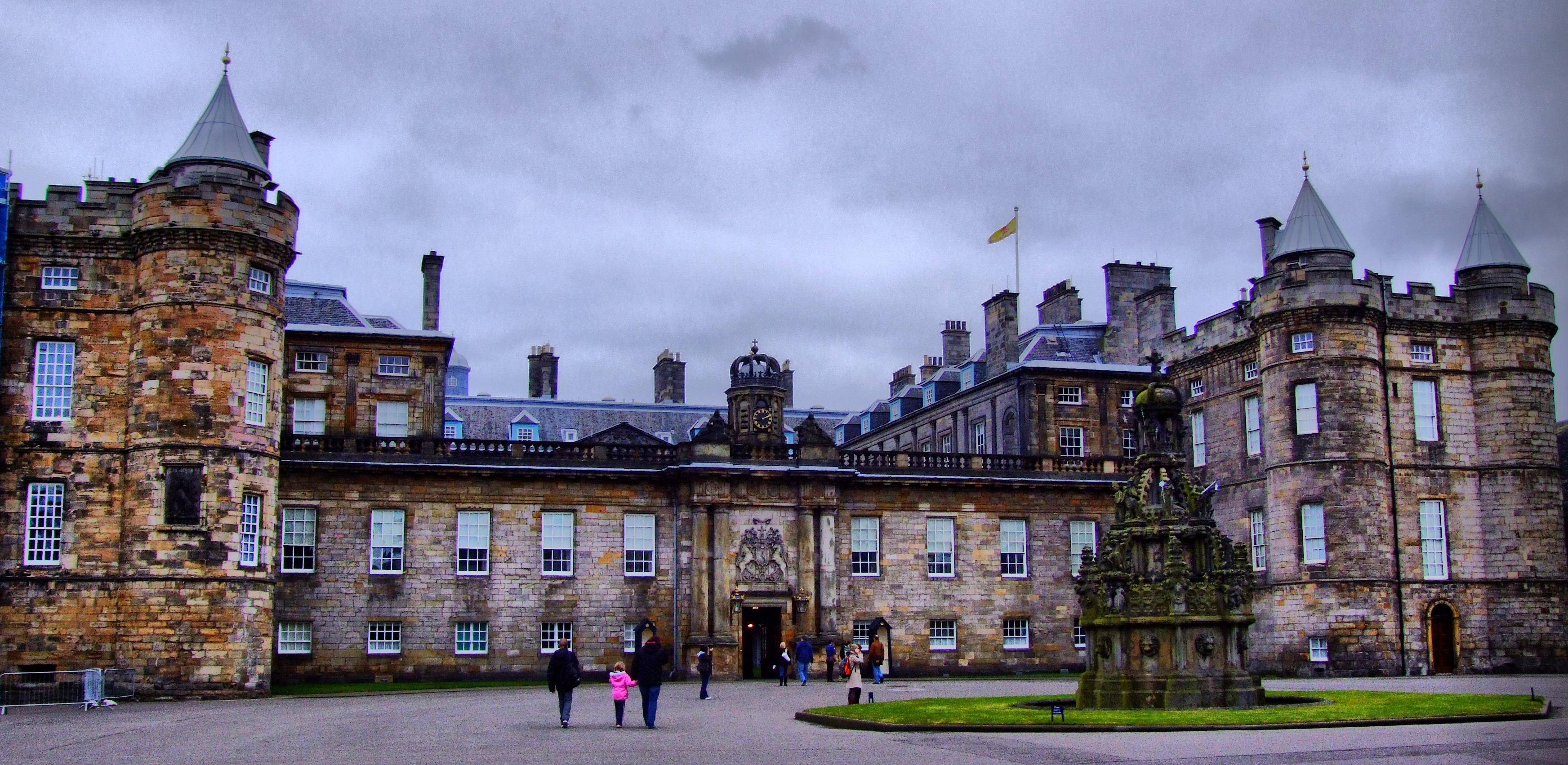
Дворец Холируд — официальная королевская резиденция в Эдинбурге, Шотландия

- Дворец Холируд — официальная королевская резиденция в Эдинбурге, ШотландияВ Шотландии основная резиденция — Дворец Холирудхаус, в Эдинбурге. Там он останавливается ежегодно и, как минимум, на неделю.
- Были и другие здания. Поскольку Вестминстерский дворец является местом собрания парламента, то главной резиденцией в Лондоне был также Уайтхоллский дворец, сгоревший в 1698 и заменённый дворцом святого Якова (Сент-Джеймсский дворец), всё ещё используемый королевской семьёй (не как официальная резиденция). Иностранные послы в документах аккредитуются при Сент-Джеймсском дворе, во дворце заседает коронационный совет.
- Прочие резиденции, используемые королевским семейством, включают Кларенс-хаус (дом прямого наследника, принца Уильяма) и Кенсингтонский дворец.

Эти резиденции принадлежат Короне; они передаются по праву наследования и не могут быть проданы. Помимо этого, британский монарх также владеет частными резиденциями: Сандрингем-хаус (частный загородный дом возле деревни Сандрингем, Норфолк, используется с Рождества до конца января). В августе и сентябре монарх проживает в шотландском замке Балморал.

## Герб доминиона
Герб доминиона используется в странах — бывших колониях Великобритании, таких как, например, Канада, Австралия.